# Lambda Sagittarii
Lambda Sagittarii (λ Sgr, λ Sagittarii) è una stella visibile in direzione della costellazione del Sagittario. La stella segna l'estremità superiore di un asterismo a forma di arco (قوس qaws in arabo), da cui il nome tradizionale Kaus Borealis.
Essa segna anche la parte superiore del coperchio del cosiddetto asterisco denominato "Teiera". A sud di essa si trovano le altre stelle dell'arco, Kaus Media e Kaus Australis. Nella antica astronomia cinese, è la seconda di 6 stelle dell'asterismo denominato Merlo acquaiolo della costellazione cinese detta Tartaruga Nera.

## Osservazione
Si tratta di una stella situata nell'emisfero celeste australe; grazie alla sua posizione non fortemente australe, può essere osservata dalla gran parte delle regioni della Terra, sebbene gli osservatori dell'emisfero sud siano più avvantaggiati. Nei pressi dell'Antartide appare circumpolare, mentre resta sempre invisibile solo in prossimità del circolo polare artico. La sua magnitudine pari a 2,82 le consente di essere scorta con facilità anche dalle aree urbane di moderate dimensioni.
Il periodo migliore per la sua osservazione nel cielo serale ricade nei mesi compresi fra giugno e settembre; nell'emisfero sud è visibile anche per buona parte della primavera australe, grazie alla declinazione della stella, mentre nell'emisfero nord può essere osservata limitatamente durante i mesi estivi boreali.

## Caratteristiche fisiche
λ Sagittarii è una gigante arancione di classe spettrale K1 o, come classificata da altri studi, una subgigante arancione. Allo stato attuale è in corso nel suo nucleo la fusione termonucleare dell'elio, con produzione di carbonio ed ossigeno. Kaus Borealis è distante 78 anni luce da noi, ha una massa pari a 2,3 M⊙, un raggio pari a circa 11 raggi solari, ed è 52 volte più luminosa del Sole.

## Occultazioni e congiunzioni planetarie
Trovandosi vicina al piano dell'eclittica, Lambda Sagittarii viene talvolta occultata dalla Luna e, più raramente, da un pianeta, generalmente un interno.
Le ultime due occultazioni da parte di un pianeta furono rispettivamente quella di Venere, che avvenne il 19 novembre 1984. La precedente occultazione con un pianeta avvenne il 5 dicembre 1865, quando fu occultata dal pianeta Mercurio.
Il 1º dicembre 2011 λ Sagittarii è stata in stretta congiunzione con Venere ad una distanza angolare di 41' e il 25 novembre 2012 invece lo era con Marte, sempre in congiunzione stretta, ad una distanza angolare di 1°.